# Сінтон (Техас)
Сінтон (англ. Sinton) — місто (англ. city) в США, в окрузі Сан-Патрисіо штату Техас. Населення — 5504 особи (2020).

## Географія
Сінтон розташований за координатами 28°2′27″ пн. ш. 97°30′52″ зх. д. / 28.04083° пн. ш. 97.51444° зх. д. (28.040777, -97.514574).  За даними Бюро перепису населення США в 2010 році місто мало площу 7,31 км², з яких 7,28 км² — суходіл та 0,03 км² — водойми. В 2017 році площа становила 7,70 км², з яких 7,67 км² — суходіл та 0,03 км² — водойми.

## Демографія
Згідно з переписом 2010 року, у місті мешкало 5665 осіб у 1897 домогосподарствах у складі 1386 родин. Густота населення становила 775 осіб/км².  Було 2125 помешкань (291/км²).
Расовий склад населення:
| - 87,1 % — білих - 2,4 % — чорних або афроамериканців - 0,5 % — корінних американців - 0,5 % — азіатів - 7,7 % — осіб інших рас |

До двох чи більше рас належало 1,8 %. Частка іспаномовних становила 71,6 % від усіх жителів.
За віковим діапазоном населення розподілялося таким чином: 29,6 % — особи молодші 18 років, 58,0 % — особи у віці 18—64 років, 12,4 % — особи у віці 65 років та старші. Медіана віку мешканця становила 33,8 року. На 100 осіб жіночої статі у місті припадало 99,3 чоловіків;  на 100 жінок у віці від 18 років та старших — 95,8 чоловіків також старших 18 років.
Середній дохід на одне домашнє господарство  становив 50 917 доларів США (медіана — 45 313), а середній дохід на одну сім'ю — 56 090 доларів (медіана — 54 545). Медіана доходів становила 40 235 доларів для чоловіків та 29 327 доларів для жінок. За межею бідності перебувало 17,3 % осіб, у тому числі 18,0 % дітей у віці до 18 років та 33,6 % осіб у віці 65 років та старших.
Цивільне працевлаштоване населення становило 2427 осіб. Основні галузі зайнятості: освіта, охорона здоров'я та соціальна допомога — 28,3 %, будівництво — 16,9 %, публічна адміністрація — 10,6 %, транспорт — 8,9 %.